# L'uomo dei cinque palloni
L'uomo dei cinque palloni (bra: Brinquedo Louco, ou ainda Break Up (Brinquedo Louco)) é um filme italiano de 1965, do gênero comédia, dirigido por Marco Ferreri. É parte de Oggi, domani, dopodomani.

## Enredo
O protagonista é um homem que vai maniacamente enchendo balões, em busca do exato ponto que precede a sua explosão.